# West Grinstead
West Grinstead – wieś w Anglii, w hrabstwie West Sussex, w dystrykcie Horsham. Leży 35 km na północny wschód od miasta Chichester i 61 km na południe od Londynu. W 2001 miejscowość liczyła 2934 mieszkańców.

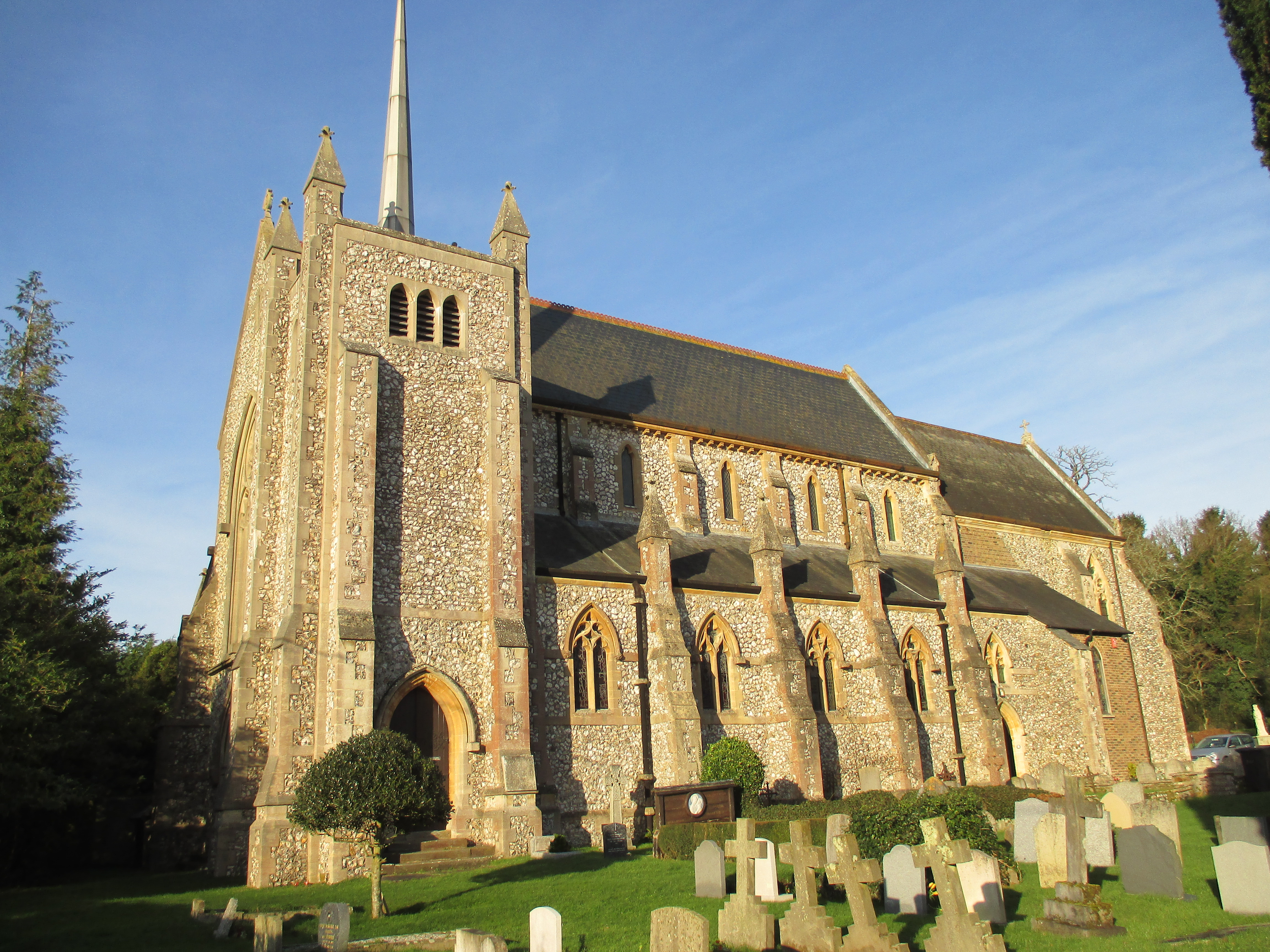
Kościół katolicki w West Grinstead mieszczący Sanktuarium Matki Bożej Pocieszenia

W West Grinstead nad rzeką Adur znajduje się znane w Wielkiej Brytanii wybudowane w latach 70. XIX wieku, a korzeniami sięgające XVII wieku, uznane przez Kościół rzymskokatolicki za miejsce Kultu Maryjnego Sanktuarium.